# 檀梨
檀梨（学名：Pyrularia edulis），为檀香科檀梨属下的一个植物种。